# Agropyropsis
Agropyropsis is een geslacht uit de grassenfamilie (Poaceae). De soorten komen voor in Afrika, Azië en Europa.

## Soorten
Van het geslacht zijn de volgende soorten bekend:
- Agropyropsis gracilis
- Agropyropsis lolium